# Tracy Yardley
Tracy Yardley (19 luglio 1979) è un illustratore e fumettista statunitense.

## Biografia
Yardley è nato nel sud dell'Illinois. Si è diplomato nel 2001 al Savannah College of Art and Design.
Sin da giovane era appassionato di fumetti e della serie Sonic, il che lo ha spinto a diventare il principale illustratore della serie Archie dal 2005.
Attualmente vive con sua moglie e i suoi cinque figli a Rincon, in Georgia.

## Carriera
Uno dei primi fumetti di Yardley era una serie nota come Nate e Steve, su cui lavorava con tre suoi amici.
Ha collaborato per la serie Archie Sonic the Hedgehog dal 2005 al 2017 e occasionalmente anche allo spin-off Sonic X. È stato inoltre l'artista principale di Sonic Universe. Yardley è anche noto come il principale illustratore e inchiostratore di una serie originale di manga, nota come Riding Shotgun, pubblicata da Tokyopop. Il manga è terminato dopo due volumi, anche se Yardley ha ancora delle idee per un terzo volume.
Il motivo per cui professa il suo nome con un "!" alla fine è un omaggio a Scott Shaw che incanta il suo nome allo stesso modo. Infatti Scott Shaw è stato uno dei primi artisti che ha lavorato sulla serie della Archie.
Ha lavorato spesso con Ian Flynn sulla serie Sonic the Hedgehog e a volte scrive sceneggiature per la serie. Ha anche inchiostrato e a volte ha colorato alcuni albi.